# 马世云
马世云（英語： Fiona Ma，即费欧娜·马；1966年3月4日—），美国华裔政治人物，民主党党员，现加州财政部部长，原加利福尼亚州众议院执行议长（Speaker pro Tempore）。

## 生平
她出生于纽约，曾先后毕业于纽约罗彻斯特理工学院、旧金山金门大学、佩珀代因大学，获硕士学位。此后一直从事会计工作。
2002年当选旧金山市议员，2006年当选加州亚裔居民最多的第十二区州众议员。此后曾出任州众议院多数党领袖。2010年3月，被州众议院议长约翰·佩拉兹（John Perez）任命为执行议长，成为担任此职务的首位华裔女性。
2023年6月马世云正式宣布竞选2026年加州副州长

## 家庭
马世云祖籍云南大理洱源县，白族人，其祖父馬鉁为中华民国云南省昆明市首任市长。